# زوزانه کلاتن
زوزانه کلاتن (به آلمانی: Susanne Klatten) (زاده ۲۸ آوریل ۱۹۶۲) کارآفرین، سرمایه‌دار و مدیر ارشد اجرایی آلمانی است، که از سهام‌داران اصلی شرکت ب‌ام‌و بشمار می‌آید.
پدر وی هربرت کواندت مالک ۱۷ درصد از سهام ب‌ام‌و بود. سوزان کلاتن هم‌اکنون به همراه مادرش؛ یوهانا کواندت و برادرش؛ اشتفان کواندت، در مجموع مالک ۵۰ درصد از سهام شرکت ب‌ام‌و می‌باشند. وی در ماه مارس ۲۰۱۴ با دارایی خالص ۱۶٫۹ میلیارد دلار در رتبه پنجم از فهرست ثروتمندترین افراد آلمان قرار گرفت.